# Nils Middelboe
Nils Middelboe (* 5. Oktober 1887 in Brunnby; † 21. September 1976 in Frederiksberg) war ein dänischer Fußballspieler und Leichtathlet. Er wurde 1908 und 1912 olympischer Silbermedaillengewinner mit der dänischen Nationalmannschaft.

## Verein
Middelboe gab sein Debüt in der ersten Mannschaft von Kjøbenhavns Boldklub (KB) bereits 1903, im Alter von 16 Jahren. Bei KB spielte er an der Seite seiner älteren Brüder Einar und Kristian Middelboe, letzterer wurde ebenfalls dänischer Nationalspieler. Zwischen 1904 und 1913 gewann Nils fünfmal die Kopenhagener Meisterschaft mit KB, währenddessen er auch ein erfolgreicher Leichtathlet war. Er war 1910 und 1911 dänischer Meister im Dreisprung und in der 4-mal-100-Meter-Staffel. Den dänischen Rekord hielt er sowohl über die 800 Meter (2:05,2 min) als auch im Dreisprung (13,29 m).
Middelboe war während seiner ganzen Karriere Amateurspieler. Zwischen 1913 und 1922 spielte er 175-mal für den FC Chelsea als erster nicht-britischer Spieler. Während seiner Zeit bei den Blues arbeitete er als Jurist bei einer Bank. Sein Amateurstatus führte dazu, dass er bei vielen Auswärtsspielen von Chelsea nicht dabei sein konnte, dennoch war er von Beginn an Kapitän. Der 1,88 m große Mittelläufer wurde in der Presse als „The Great Dane“ (Der große Däne) bekannt und galt als fairer Sportsmann.
Nach seiner Zeit bei Chelsea spielte er noch bis 1926 bei den beiden Amateurclubs Corinthian FC (1922–1924) und Casuals FC (1924–1926). 1936 kehrte er als Trainer von Kjøbenhavns Boldklub nach Dänemark zurück und wurde mit dem Verein 1940 dänischer Meister.

## Nationalmannschaft

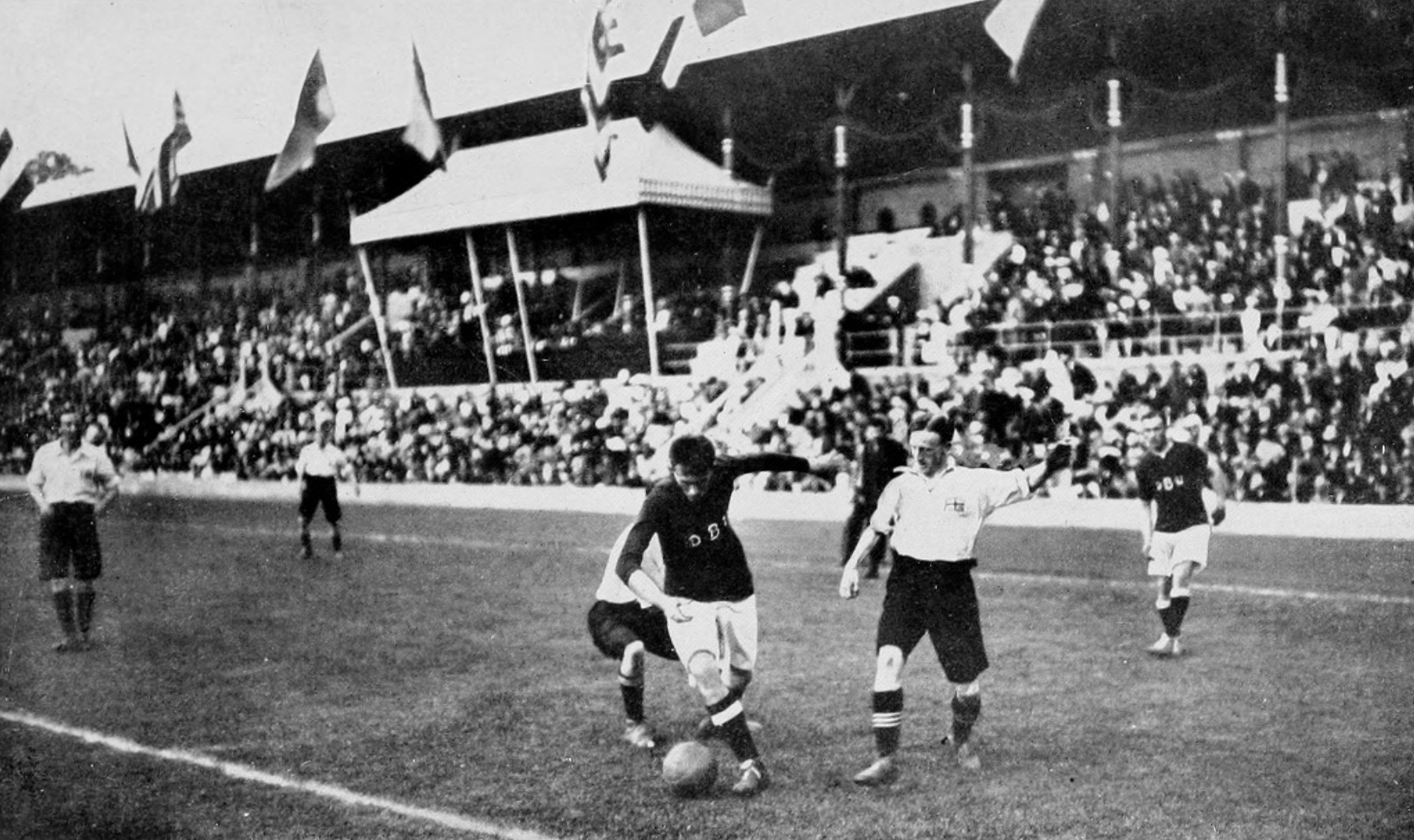
Middelboe (dunkles Trikot) im Finale der Olympischen Spiele 1912 gegen Großbritannien

Middelboe war einer der besten dänischen Spieler in den Anfangsjahren der dänischen Nationalmannschaft. Sein 1:0-Führungstor beim 9:0-Erfolg über Frankreich bei den Olympischen Spielen 1908 stellt das erste offizielle Länderspieltor der Dänen dar und war zugleich das erste von einer Nationalmannschaft erzielte Tor bei den Olympischen Spielen. Bei diesem Turnier erreichte er mit seiner Mannschaft das Finale, das gegen die britische Auswahl mit 0:2 verloren ging.
Seine zweite olympische Silbermedaille gewann er 1912. Bei diesem Turnier stand er als Kapitän im Aufgebot der besten europäischen Kontinentalmannschaft und musste sich erneut erst im Finale der britischen Auswahl geschlagen geben (2:4). Auch acht Jahre später beim olympischen Turnier 1920 war Middelboe dabei. In seinem letzten Länderspiel unterlag er allerdings gegen Spanien bereits in der Vorrunde mit 0:1.
Insgesamt spielte er zwischen 1908 und 1920 15-mal für die dänische Auswahl und erzielte dabei sieben Tore. Zehnmal führte er Dänemark als Kapitän aufs Feld.